# Дільмухамедов Асхат Рахатович
Асхат Рахатович Дільмухамедов  (каз. Асхат Рахатович Дильмухамедов; нар. 26 липня 1986, Каскелен, Карасайський район, Алматинська область, Казахська РСР, СРСР
) — казахський борець греко-римського стилю, чемпіон та дворазовий бронзовий призер чемпіонатів Азії, бронзовий призер Азійських ігор, учасник Олімпійських ігор. Майстер спорту Казахстану міжнародного класу з греко-римської боротьби.

## Біографія
Боротьбою почав займатися з 2000 року. У 2003 році став чемпіоном Азії серед кадетів, а у 2005 завював бронзову нагороду на чемпіонаті Азії серед юніорів.
Виступає за Центральний спортивний клуб армії Міністерства оборони Казахстану, Алмати, має звання єфрейтора.

## Спортивні результати на міжнародних змаганнях

### Виступи на Олімпіадах
| Змагання                    | Збірна    | Вагова категорія                 | Місце |
| --------------------------- | --------- | -------------------------------- | ----- |
| Літні Олімпійські ігри 2012 | Казахстан | греко-римська боротьба, до 74 кг | 15    |

На літніх Олімпійських іграх 2012 року в Лондоні у першому ж поєдинку поступився білорусу Олександру Кікіньову і вибув з подальших змагань.

### Виступи на Чемпіонатах світу
| Змагання                        | Збірна    | Вагова категорія                 | Місце |
| ------------------------------- | --------- | -------------------------------- | ----- |
| Чемпіонат світу з боротьби 2011 | Казахстан | греко-римська боротьба, до 74 кг | 5     |
| Чемпіонат світу з боротьби 2013 | Казахстан | греко-римська боротьба, до 74 кг | 23    |
| Чемпіонат світу з боротьби 2015 | Казахстан | греко-римська боротьба, до 80 кг | 5     |
| Чемпіонат світу з боротьби 2016 | Казахстан | греко-римська боротьба, до 80 кг | 5     |
| Чемпіонат світу з боротьби 2017 | Казахстан | греко-римська боротьба, до 80 кг | 10    |
| Чемпіонат світу з боротьби 2019 | Казахстан | греко-римська боротьба, до 77 кг | 5     |

### Виступи на Чемпіонатах Азії
| Змагання                       | Збірна    | Вагова категорія                 | Місце  |
| ------------------------------ | --------- | -------------------------------- | ------ |
| Чемпіонат Азії з боротьби 2011 | Казахстан | греко-римська боротьба, до 74 кг | Бронза |
| Чемпіонат Азії з боротьби 2016 | Казахстан | греко-римська боротьба, до 80 кг | Бронза |
| Чемпіонат Азії з боротьби 2018 | Казахстан | греко-римська боротьба, до 82 кг | Золото |

### Виступи на Азійських іграх
| Змагання                        | Збірна    | Вагова категорія                 | Місце  |
| ------------------------------- | --------- | -------------------------------- | ------ |
| Азійські ігри в приміщенні 2017 | Казахстан | греко-римська боротьба, до 80 кг | Бронза |
| Азійські ігри 2018              | Казахстан | греко-римська боротьба, до 77 кг | 10     |

### Виступи на Кубках світу
| Змагання                    | Збірна    | Вагова категорія                 | Місце |
| --------------------------- | --------- | -------------------------------- | ----- |
| Кубок світу з боротьби 2014 | Казахстан | греко-римська боротьба, до 75 кг | 7     |
| Кубок світу з боротьби 2016 | Казахстан | греко-римська боротьба, до 80 кг | 4     |

### Виступи на інших змаганнях
| Змагання                                                         | Збірна    | Вагова категорія                 | Місце  |
| ---------------------------------------------------------------- | --------- | -------------------------------- | ------ |
| Чемпіонат світу з боротьби серед студентів 2005                  | Казахстан | греко-римська боротьба, до 66 кг | 5      |
| Чемпіонат світу з боротьби серед студентів 2006                  | Казахстан | греко-римська боротьба, до 66 кг | Бронза |
| Золотий Гран-прі з боротьби 2009                                 | Казахстан | греко-римська боротьба, до 66 кг | 8      |
| Золотий Гран-прі з боротьби 2010 (Тбілісі)                       | Казахстан | греко-римська боротьба, до 74 кг | Срібло |
| Золотий Гран-прі з боротьби 2010 (Баку)                          | Казахстан | греко-римська боротьба, до 74 кг | 19     |
| Золотий Гран-прі з боротьби 2011 (Сомбатгей)                     | Казахстан | греко-римська боротьба, до 74 кг | 5      |
| Кубок Президента Казахстану з боротьби 2011                      | Казахстан | греко-римська боротьба, до 74 кг | 4      |
| Золотий Гран-прі з боротьби 2011 (Баку)                          | Казахстан | греко-римська боротьба, до 74 кг | 17     |
| Кубок Ядегара Імама 2012                                         | Казахстан | греко-римська боротьба, до 74 кг | Срібло |
| Кубок Владислава Пітласинські 2013                               | Казахстан | греко-римська боротьба, до 74 кг | 32     |
| Кубок Президента Казахстану з боротьби 2013                      | Казахстан | греко-римська боротьба, до 74 кг | Бронза |
| Міжнародний меморіал Дейва Шульца 2014                           | Казахстан | греко-римська боротьба, до 75 кг | 4      |
| Міжнародний меморіал Дейва Шульца 2015                           | Казахстан | греко-римська боротьба, до 80 кг | Бронза |
| Гран-прі FILA 2015                                               | Казахстан | греко-римська боротьба, до 80 кг | 5      |
| Турнір Вехбі Емре і Гаміта Каплана 2015                          | Казахстан | греко-римська боротьба, до 80 кг | Бронза |
| Кубок Президента Казахстану з боротьби 2015                      | Казахстан | греко-римська боротьба, до 80 кг | Срібло |
| Всесвітні ігри військовослужбовців 2015                          | Казахстан | греко-римська боротьба, до 80 кг | 5      |
| Олімпійський кваліфікаційний турнір з боротьби 2016 (Улан-Батор) | Казахстан | греко-римська боротьба, до 85 кг | 11     |
| Чемпіонат світу з боротьби серед військовослужбовців 2016        | Казахстан | греко-римська боротьба, до 80 кг | 8      |
| Турнір Г. Картозія і В. Балавадзе 2017                           | Казахстан | греко-римська боротьба, до 80 кг | 5      |
| Чемпіонат світу з боротьби серед військовослужбовців 2018        | Казахстан | греко-римська боротьба, до 82 кг | Срібло |
| Гран-прі Угорщини з боротьби 2018                                | Казахстан | греко-римська боротьба, до 82 кг | 8      |
| Чемпіонат Азії з боротьби 2019                                   | Казахстан | греко-римська боротьба, до 77 кг | Бронза |
| Гран-прі Франції Анрі Деглана 2020                               | Казахстан | греко-римська боротьба, до 77 кг | 5      |

### Виступи на змаганнях молодших вікових груп
| Змагання                                      | Збірна    | Вагова категорія                 | Місце  |
| --------------------------------------------- | --------- | -------------------------------- | ------ |
| Чемпіонат Азії з боротьби серед юніорів 2005  | Казахстан | греко-римська боротьба, до 66 кг | Бронза |
| Чемпіонат світу з боротьби серед юніорів 2006 | Казахстан | греко-римська боротьба, до 66 кг | 5      |
| Чемпіонат Азії з боротьби серед кадетів 2003  | Казахстан | греко-римська боротьба, до 63 кг | Золото |